# Wasilij Poleżajew

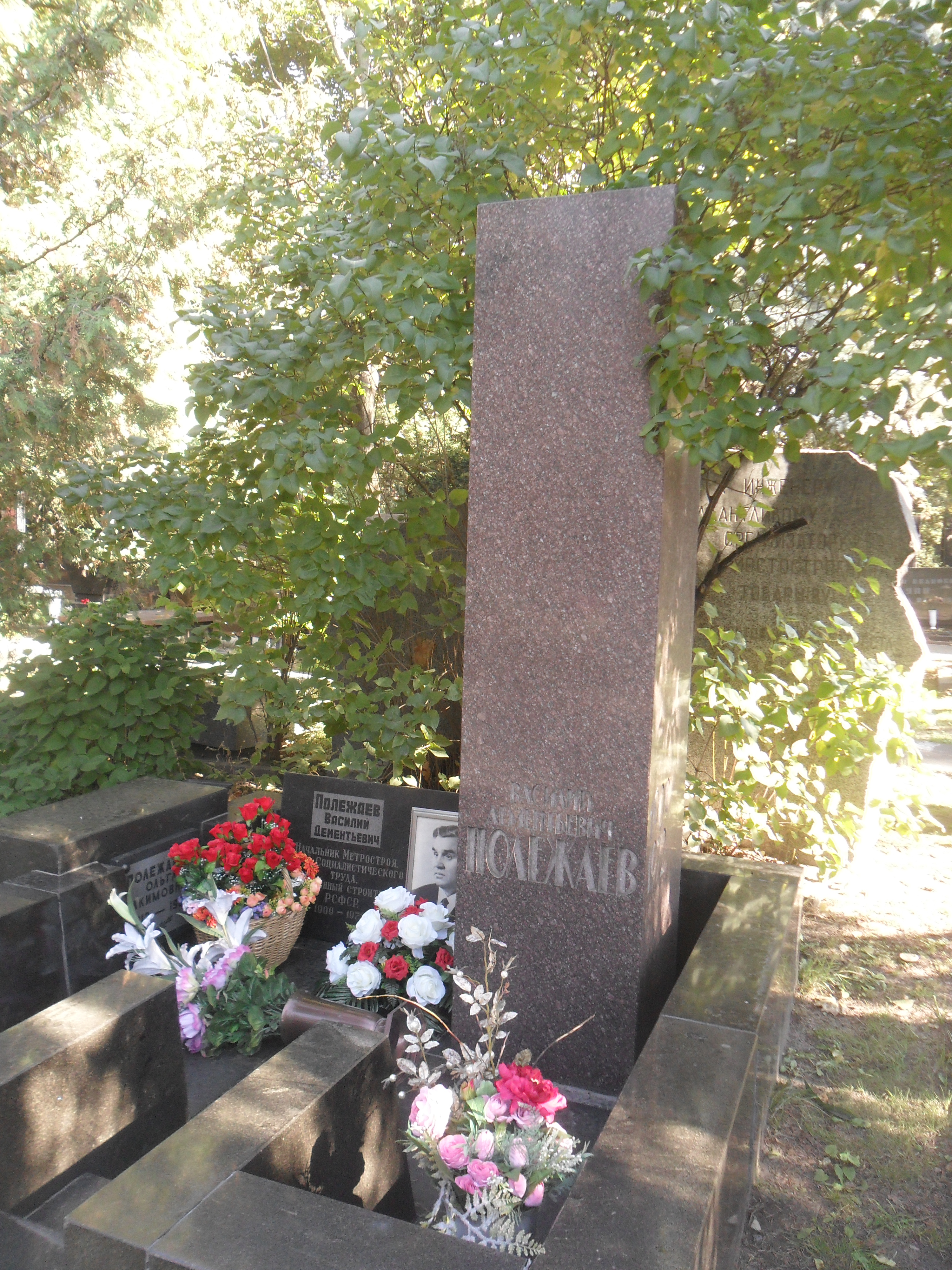
Grób Wasilija Poleżajewa na Cmentarzu Nowodziewiczym w Moskwie

Wasilij Diemientjewicz Poleżajew (ros. Васи́лий Деме́нтьевич Полежа́ев; ur. 25 kwietnia 1909, zm. 1972) – radziecki inżynier, budowniczy metra moskiewskiego w latach 30 i szef Moskiewskiego Metrostroja (1958—1972). Bohater Pracy Socjalistycznej (1963). Na jego cześć nazwano Stację moskiewskiego metra linii Tagańsko-Krasnopriesnieńskiej.

## Nagrody i odznaczenia
- Bohater Pracy Socjalistycznej (1963)
- Order Lenina (1963)